# Dorota Zagórska
Pour les articles homonymes, voir Siudek.
Dorota Zagórska, née à Cracovie, le 9 septembre 1975, est une ancienne patineuse artistique polonaise. Son partenaire en couple est Mariusz Siudek avec lequel elle patine depuis 1995, et qui est aussi son mari. Ils ont remporté une médaille de bronze aux championnats du monde et quatre médailles aux championnats d'Europe. Zagorska et Siudek sont le premier couple polonais à remporter une médaille aux championnats du monde. Elle est maintenant entraîneur, avec Siudek.

## Biographie

### Carrière sportive
Dorota a patiné précédemment avec Janusz Komendera, et elle a également patiné en simple.
Dorota Zagórska et Mariusz Siudek sont multiples champions de la Pologne, depuis leur début ensemble en 1995. Durant les championnats du monde 2000, Mariusz a demandé Dorota en mariage. Ils se sont mariés le 13 mai de la même année. En 2003, ils ont déménagé à Montréal pour s'entrainer avec Richard Gauthier.
Zagórska et Siudek avaient planifié de se retirer après la saison 2005/2006, mais les championnats d'Europe 2007 furent attribués à Varsovie en Pologne. Zagórska et Siudek repoussèrent leur retraite d'une année. Ils ont remporté une deuxième médaille de bronze à ces championnats. Durant les championnats du monde de 2007, ils durent abandonner la compétition peu avant leur programme libre, à la suite d'une blessure que Mariusz s'est faite au dos. Lorsque leur tour vint, ils ont seulement salué la foule et quitté la glace.
Dorota Zagórska a commencé à utiliser son nom de femme mariée durant les compétitions lors de la saison 2006/2007, qui était leur dernière saison.

### Reconversion
Zagórska et Siudek ont annoncé leur retraite peu de temps après les championnats du monde de 2007. Ils sont maintenant entraîneurs à Toruń. Ils entraînent le couple de la Grande-Bretagne Stacey Kemp et David King. Dorota est également spécialiste technique  international pour la Pologne.

## Palmarès
Avec deux partenaires :
- Janusz Komendera (1 saison : 1993-1994)
- Mariusz Siudek (13 saisons : 1994-2007)

| Compétition                         | 1994    |  | 1995    | 1996    | 1997    | 1998    | 1999    | 2000    | 2001    | 2002    | 2003    | 2004    | 2005    | 2006    | 2007    |  |  |  |  |
| Jeux olympiques d'hiver             |         |  |         |         |         | 10e     |         |         |         | 7e      |         |         |         | 9e      |         |  |  |  |  |
| Championnats du monde               |         |  | 16e     | 13e     | 8e      | 5e      | 3e      | 5e      | 6e      | 6e      | 7e      | 6e      | 7e      | 9e      | A       |  |  |  |  |
| Championnats d'Europe               | 18e     |  | 9e      | 6e      | 7e      | 4e      | 2e      | 2e      | A       | 4e      | 4e      | 3e      |         | 5e      | 3e      |  |  |  |  |
| Championnats de la Pologne          | 2e      |  | 1re     | 1re     | 1re     | 1re     | 1re     | 1re     | F       | 1re     | 1re     | 1re     | F       | F       | F       |  |  |  |  |
|                                     |         |  |         |         |         |         |         |         |         |         |         |         |         |         |         |  |  |  |  |
| Grand Prix ISU                      | 1993/94 |  | 1994/95 | 1995/96 | 1996/97 | 1997/98 | 1998/99 | 1999/00 | 2000/01 | 2001/02 | 2002/03 | 2003/04 | 2004/05 | 2005/06 | 2006/07 |  |  |  |  |
| Finale du Grand Prix                |         |  |         |         |         |         |         |         | 4e      |         | 5e      |         |         |         |         |  |  |  |  |
| Skate America                       |         |  |         |         |         |         |         |         |         |         |         |         |         |         | 2e      |  |  |  |  |
| Skate Canada                        |         |  |         |         |         | 4e      |         |         | 4e      |         |         | 3e      | 3e      |         |         |  |  |  |  |
| Coupe d'Allemagne                   |         |  |         |         | 6e      |         |         | 4e      |         |         | 3e      |         |         |         |         |  |  |  |  |
| Coupe de Chine                      |         |  |         |         |         |         |         |         |         |         |         | 4e      |         | 3e      | 5e      |  |  |  |  |
| Trophée de France                   |         |  |         | 8e      |         |         |         | 3e      | 5e      | A       |         |         |         |         |         |  |  |  |  |
| Coupe de Russie                     |         |  |         |         | 6e      | 4e      | 4e      |         | 3e      | 4e      | 4e      |         | A       | 3e      | 4e      |  |  |  |  |
| Trophée NHK                         |         |  |         |         | 7e      |         |         | 3e      |         | 3e      | 2e      | 3e      | 3e      |         |         |  |  |  |  |
| Légende : F = Forfait ; A = Abandon |         |  |         |         |         |         |         |         |         |         |         |         |         |         |         |  |  |  |  |